# Feeëncirkel

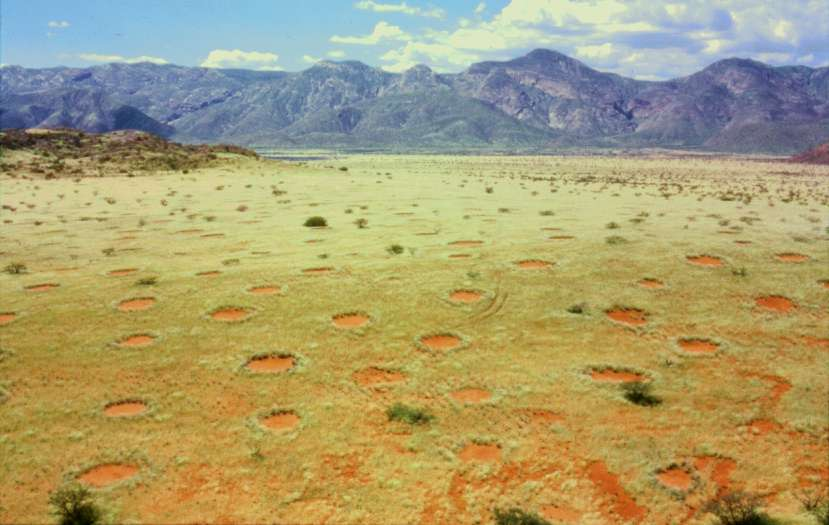
Feeëncirkels in Namibië.

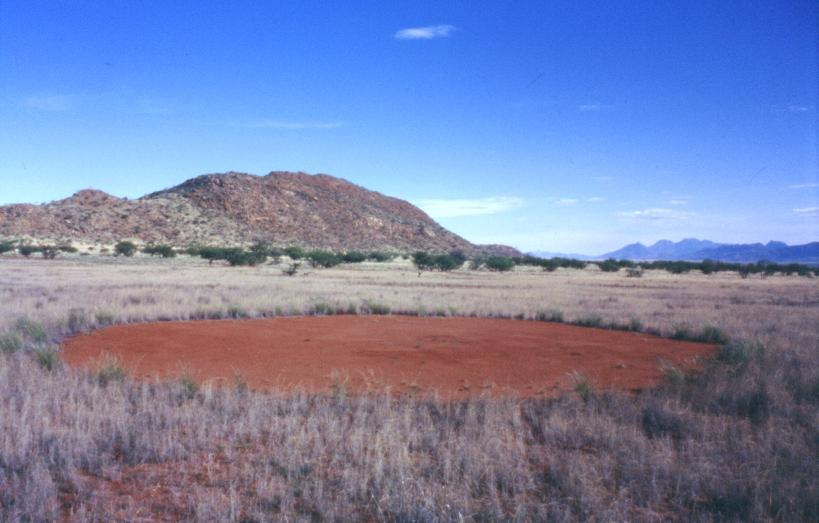
Een enkele feeëncirkel, Namibië

Een feeëncirkel is een vegetatieloze, cirkelvormige formatie in het landschap, vaak omringd door een ring van gras. Tot 2014 kwam dit verschijnsel voor zover bekend alleen voor in de droge graslanden van de Namibwoestijn, met name in Namibië. In 2014 werden echter ook feeëncirkels ontdekt in Pilbara, Australië. Feeëncirkels kunnen een diameter van 12 meter bereiken, en hebben een levenscyclus van 30 tot 60 jaar. 
De oorzaak van feeëncirkels is nog altijd onderwerp van wetenschappelijk onderzoek. Een populaire theorie onder wetenschappers is dat de cirkels het gevolg zijn van de onderlinge concurrentie tussen planten voor de schaarse hoeveelheid water die het gebied kent. Door in een cirkelformatie te groeien met in het midden een kale ruimte kan optimaal worden geprofiteerd van het weinige water in de vaak droge gebieden waar feeëncirkels zich voordoen. De kale cirkels vangen bij een regenbui water op, wat dan naar de planten aan de rand van de cirkel stroomt. Door deze extra beschikbaarheid van water nemen de biomassa en de wortels van de planten toe, waardoor de grond losser wordt en meer water kan opnemen. Zodoende wordt de cirkel een reservoir voor de grassen eromheen. De Himba maken volop gebruik van feeëncirkels voor hun vee, daar de cirkels grassen in staat stellen om te groeien op plaatsen waar dat anders niet mogelijk is.  

## Locatie
Feeëncirkels komen voornamelijk voor in graslandschappen met maar een grassoort (monospecifiek), en zeer droge omstandigheden. Vooral grassen uit het geslacht Stipagrostis worden geassocieerd met feeëncirkels. 
In Afrika komen de feeëncirkels voor in een strook land ongeveer 160 kilometer landinwaarts, welke zich vanaf Angola zuidwaarts uitstrekt over een lengte van 2400 kilometer over de Noordwest-Kaap. De regio is afgelegen en grotendeels onbewoonbaar voor mensen. Reeds sinds de jaren 1920 wordt in bronnen gesproken over feeëncirkels in dit gebied. 
De feeëncirkels in Australië werden in 2014 ontdekt, 15 kilometer van de stad Newman. 

## Mythologie
Feeëncirkels spelen een rol binnen mythen van de Himba. Volgens deze mondeling doorvertelde verhalen zouden de cirkels het werk zijn van goden, geesten of andere bovennatuurlijke wezens. Een van de populairdere verhalen is dat de Himba’s gezamenlijke voorouder, de god Mukuru, verantwoordelijk zou zijn voor de feeëncirkels. 
Ook de San kennen feeëncirkels, welke in hun mythologie vaak magische eigenschappen krijgen toegeschreven.
Een andere mythe die vooral bij gidsen populair is, is dat de cirkels het werk zouden zijn van een draak.

## Wetenschappelijke verklaringen
De exacte oorzaak van feeëncirkels is zowel binnen wetenschappelijke kringen als daarbuiten nog altijd onderwerp van discussie.
Een van de eerste theorieën was dat de termiet Psammotermes allocerus verantwoordelijk zou zijn voor feeëncirkels, maar dit houdt geen stand daar feeëncirkels ook buiten het verspreidingsgebied van deze insectensoort voorkomen en de cirkels onderling dermate veel verschillen dat slechts 1 gezamenlijke oorzaak onwaarschijnlijk lijkt. 
In 2004 verwierp Gretel van Rooyen, professor botanie aan de Universiteit van Pretoria, theorieën over termietenactiviteit, radioactieve grond, en plantengiffen als mogelijke oorzaken. In 2008 kwam Angelique Joubert met de theorie dat plantengiffen die in de grond achterblijven na het afsterven van een exemplaar van Euphorbia damarana de oorzaak zouden zijn van de vegetatieloze cirkels.
In 2012 kwam Eugene Moll met een variant op de theorie dat woestijnbewonende termieten feeëncirkels veroorzaken. Hij legde de schuld bij de soorten Baucaliotermes hainsei en Psammotermes allocerus, en baseerde zijn theorie dat in alle cirkels dode termieten gevonden zijn en volgens radaronderzoek zich onder de cirkels een vochtige laag zou bevinden. Deze theorie werd verder versterkt toen in 2013 Norbert Juergens bewijs vond dat de termiet Psammotermes allocerus in staat is een ecosysteem te creëren dat de formatie van feeëncirkels bevordert, en hiervan profiteert. Het insect in kwestie werd in meer dan 80% van de feeëncirkels aangetroffen, en zelfs in 100% van de meest recent gevormde cirkels. Volgens Juergens zouden termieten de cirkels veroorzaken doordat ze de vegetatie opeten en de grond omwoelen. De kale grond laat vervolgens makkelijk regenwater door wat zich dan ondergronds ophoopt, en dit grondwater bevordert de plantengroei rondom de cirkel, waarna de termieten zich weer met deze planten kunnen voeden. Zodoende wordt de cirkel steeds groter. Juergens’ theorie stuitte echter op kritiek. Volgens Walter R. Tschinkel, bioloog aan de Florida State University, zag Juergens onterecht een correlatie tussen termieten en de feeëncirkels.
De momenteel meest gangbare hypothese, dat de cirkels een gevolg zijn van concurrentie tussen plantensoorten, werd voor het eerst in 2013 voorgesteld door Michael Cramer en Nicole Barger. De twee ontdekten dat het ontstaan van feeëncirkels samenhangt met de hoeveelheid neerslag en voedingsstoffen in de bodem. Hoe schaarser water en voedingsstoffen, hoe groter de kans op een feeëncirkel. Eenmaal gevormd wordt een feeëncirkel in stand gehouden door de formatie van een reservoir aan voedingsstoffen voor de omringende planten. Op basis van regenval, biomassa en seizoensgebonden temperaturen konden Cramer en Barger zeer nauwkeurig de aanwezigheid en afwezigheid van feeëncirkels binnen een gebied voorspellen. 
Inmiddels wordt ook gedacht dat de werkelijke oorzaak in een combinatie van bovenstaande theorieën gezocht moet worden; zowel watertekort als termieten zouden gezamenlijk bijdragen aan de formatie van feeëncirkels.